# UDP-glucuronato 4-epimerasi
In enzimologia, un UDP-glucuronato 4-epimerasi (EC 5.1.3.6) è un enzima che catalizza la seguente reazione chimica:
UDP-glucuronate {\displaystyle \rightleftharpoons } UDP-D-galacturonate
Quindi, questo enzima sfrutta come suo unico substrato l'UDP-glucuronato e forma come suo unico prodotto l'UDP-D-galatturonato .
Questo enzima appartiene alla famiglia delle isomerasi, in particolare rientra nella sottocategoria delleracemasi e epimerasi che attuano la propria azione catalitica su carboidrati e derivati. Secondo la IUPAC il nome formalmente accettato per questa classe di enzimi è UDP-glucuronato 4-epimerasi. Ciononostante, altri nomi di uso comune includono acido uridin-difosfo-D-galatturonico, epimerasi UDP-glucuronica, epimerasi uridin difosfoglucuronica, UDP-galatturonata 4-epimerasi, epimerasi di uridin difosfoglucuronato e 4-epimerasi dell'acido UDP-D-galatturonico. Questo enzima partecipa al metabolismo dell'amido e del saccarosio e al metabolismo degli zuccheri nucleotidici.